# Myrmica margaritae
Myrmica margaritae är en myrart som beskrevs av Carlo Emery 1889. Myrmica margaritae ingår i släktet rödmyror, och familjen myror.

## Underarter
Arten delas in i följande underarter:
- M. m. margaritae
- M. m. pulchella